# Euploea staudingeri
Euploea staudingeri är en fjärilsart som beskrevs av Napoleon Manuel Kheil 1884. Euploea staudingeri ingår i släktet Euploea och familjen praktfjärilar. Inga underarter finns listade i Catalogue of Life.